# Software development kit
Software development kit (SDK nebo devkit) je typická sada vývojových nástrojů umožňující vytváření aplikací pro určité softwarové balíčky, frameworky, počítačové systémy, herní konzole, operační systémy nebo podobné platformy.
Pro vytvoření vlastní aplikace je nutné si kromě konkrétního programovacího jazyka stáhnout také Software development kit. Například pokud jde o vytvoření aplikace pro Android, je potřeba SDK a Java programování, pro iOS je potřeba iOS SDK se Swift softwarem a pro vývoj aplikací v MS Windows je zapotřebí programovací jazyk .NET. Také jsou zde SDK, které jsou nainstalované v aplikacích k zjišťování a analýze dat a aktivity. Příkladem je Google nebo Facebook.